# Guy du Faur de Pibrac
Pour les articles homonymes, voir Faur et Dufaur.
Guy du Faur, seigneur de Pibrac, né en 1528 (ou 1529) à Pibrac et mort à Paris le 27 mai 1584, est un magistrat, diplomate et poète français.

## Biographie

### Jeunesse et formation
Guy du Faur naît en 1528 (ou 1529) au château de Pibrac,. Il est le quatrième enfant de Pierre du Faur et de Gauside Doux (dont le nom est parfois féminisé en Doulce), mariés le 7 mars 1516.
Son père appartient à une famille de la noblesse parlementaire toulousaine. En 1483, Arnaud du Faur, le grand-père de Guy, est procureur du roi au parlement de Toulouse. Il a, de sa deuxième épouse, Louise Minarde, un fils, Pierre, et de sa troisième épouse, deux fils, Michel du Faur, seigneur de Saint-Jory, juge ordinaire de Toulouse en 1531, juge-mage en 1535 et président au parlement en 1556, et Jacques du Faur, abbé de la Case-Dieu, professeur de droit à l'université, conseiller au parlement de Toulouse, puis président au parlement de Paris et membre du Grand Conseil. Pierre du Faur suit quant à lui une brillante carrière de magistrat : juge ordinaire à Toulouse et capitaine du château de Muret en 1529, il est conseiller et maître des requêtes au parlement en 1531, garde des sceaux à la chancellerie et quatrième président du parlement en 1539.  
La mère de Guy du Faur, Gauside, est la fille de Jean Doux, également conseiller au parlement. Elle apporte en dot, lors de son mariage, la seigneurie de Pibrac. Parmi les six enfants de Pierre du Faur et de Gauside Doux, les deux filles épousent des juristes, les garçons suivent également des carrières de magistrats, sauf l'aîné, Pierre, qui se consacre à une carrière ecclésiastique et devient évêque de Lavaur entre 1577 et 1584.
Guy du Faur est élevé au château de ses parents. En 1541 ou 1542, à l'âge de treize ans environ, il quitte Pibrac pour Paris, où il rejoint son oncle, Jacques du Faur, afin d'y étudier la philosophie. Il y rencontre aussi Michel de L'Hospital, un ami de son oncle et conseiller au parlement de Paris. En 1543, revenu à Toulouse, il est confié à Pierre Bunel, humaniste toulousain étroitement lié au père et aux oncles de Guy, les trois frères Pierre, Jacques et Michel du Faur. Guy du Faur aurait également reçu des leçons particulières du jurisconsulte Jacques Cujas. En 1546, avec son frère et Pierre Bunel, il voyage en Italie. Après la mort de Pierre Bunel, à Turin, il se rend à Pavie, où il suit les cours du jurisconsulte Andrea Alciato. Ils se rend ensuite à Ferrare, où il rencontre Olympia Fulvia Morata, humaniste proche de la famille princière d'Este. En 1548, à presque vingt ans, il rentre à Toulouse, où il suit encore les cours de la faculté de droit.

### Carrière
À la mort de sa mère, Guy du Faur reçoit la seigneurie de Pibrac. En 1553 (ou 1554), il est appelé à Paris où il obtient une charge de conseiller au Grand Conseil. Rentré à Toulouse pour assister son père, gravement malade, il épouse en l'église de la Dalbade, en novembre 1556, Jeanne de Custos, fille de Pierre de Custos et de Marie de Bertier. Le 28 mars 1557, Guy du Faur est nommé juge-mage à la sénéchaussée de Toulouse, à la suite de la résignation de son oncle, Michel du Faur, qui vient de prendre la succession de son frère, Pierre, au parlement de Toulouse.
En 1558, Guy du Faur est élu mainteneur des Jeux floraux, son oncle, Michel du Faur, en étant élu chancelier en remplacement de son père, Pierre du Faure, mort à la fin de l'année 1557.
La même année, Guy du Faur est choisi comme commissaire du roi par Henri II afin de présenter ses exigences à l'assemblée des États de Languedoc, réunis le 15 novembre à Montpellier. Henri II souhaite effectivement, en plus des aides habituelles, qui s'élèvent à 304 000 livres, obtenir un subside supplémentaire de 60 000 livres et une compensation de 41 000 livres pour les généralités de Caen et de Rouen, durement touchées par la guerre contre l'Angleterre.
En 1559, Guy du Faur intervient en faveur de son frère, Louis du Faur, conseiller au parlement de Paris, suspect d'adhésion à la Réforme protestante et arrêté le 27 avril 1559 avec plusieurs conseillers, dont Anne du Bourg. Si ce dernier est condamné à mort, Louis du Faur échappe au bûcher grâce au soutien de son frère, Guy, et de leur oncle, Jacques, ainsi qu'à l'influence du premier président, Christophe de Thou, et de Michel de L'Hospital.
En 1560, Guy du Faur est choisi, avec Claude Terlon, avocat au parlement et ancien capitoul, pour représenter les habitants du tiers-état de Toulouse aux états généraux réunis à Orléans, sur la convocation de la régente, Catherine de Médicis, et de son chancelier, Michel de L'Hospital, afin d'apaiser les tensions religieuses entre les catholiques et les protestants.
Il fut choisi par Charles IX pour être un de ses représentants, en 1562, au concile de Trente.
En 1565, il devient avocat général au parlement de Paris, sur la demande du chancelier Michel de L'Hospital dont il fut ami puis parent. En 1570, il devint conseiller d’État.
En 1575, Pibrac vend sa charge d'avocat général à Barnabé Brisson. En 1576, il fonda l’Académie du Palais, celle-ci continuant l’œuvre de l’Académie de musique et de poésie fondée peu auparavant par Jean-Antoine de Baïf et Joachim Thibault de Courville.
Il fut chancelier du duc d’Anjou, futur Henri III, en Pologne, puis, en 1578, chancelier de Marguerite de France (la reine Margot) pour laquelle il manifesta une passion amoureuse qui lui attira la défaveur de cette princesse et les moqueries des courtisans.
Il meurt le 27 mai 1584, âgé de 55 ans. Il est inhumé au couvent des Grands-Augustins de Paris, avec sa femme et son fils.

## Œuvres

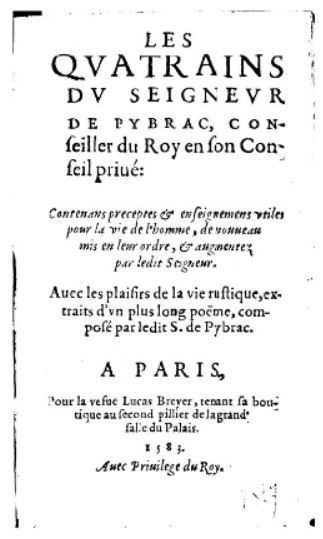
Page de titre d'une édition des Quatrains de Pibrac, 1583.

La vie publique de Pibrac fut celle d’un homme de bien, d’une âme élevée. On lui reproche d’avoir fait l’apologie du massacre de la Saint-Barthélemy, dans l’opuscule intitulé : Ornalissimi cujusdam viri de rébus Gallicis ad Stanislaum Elvidium epistola (Paris, 1573, in-4°), dont il fit aussi une version française.
Comme orateur, Pibrac se plaça parmi les plus illustres de son siècle, sans échapper à l’abus, alors général, des citations grecques et latines. On a conservé de ses discours : Oratio habita in concilia Tridentino (Paris, 1562, in-8°) ; Recueil des points principaux des deux remontrances faites en la cour à l’ouverture du parlement de 1569 (1570, in-4°) ; Discours de l’âme et des sciences, dans le Recueil de plusieurs pièces (1635, in-8°).
Comme poète, Pibrac acquit de son temps une grande réputation par ses quatrains, dont la première édition parut sous le titre de Cinquante quatrains, contenant préceptes et enseignements utiles pour la vie de l’homme, composés à l’imitation de Phocylide, Epicharmus et autres poètes grecs (Paris, 1574, in-4°). Cet ouvrage, augmenté par l’auteur de soixante-seize quatrains, a été réimprimé très souvent et mis entre les mains de la jeunesse jusqu’au XIXe siècle. Florent Chrestien l’a traduit en vers grecs et latins, vers pour vers (Paris, 1584, in-4°). Il a été traduit en vers latins par Augustin Prévost (1584, in-4°), Christian Loisel (1600, in-8°), etc.; en prose grecque par Pierre Dumoulin (Sedan, 1641, in-4°) ; en vers allemands par Martin Opitz (Francfort, 1626, in-8°); etc.
Les Quatrains de Pibrac, supérieurs à ceux du président Favre et de Pierre Matthieu auxquels on les a réunis dans plusieurs éditions, sont en vers de dix syllabes, d’un style vieilli, mais plein de noblesse et précision :
Ris, si tu veux, un ris de Démocrite,

Puisque le monde est pure vanité,

Mais quelquefois, touché d’humanité,

Pleure nos maux des larmes d’Héraclite.

Tout l’univers n’est qu’une cité ronde :

Chacun a droit de s’en dire bourgeois,

Le Scythe et le Maure autant que le Grégeois

Le plus petit que le plus grand du monde.
On a encore de Pibrac dans quelques éditions des Quatrains : Poème sur les plaisirs de la vie rustique, et De la manière civile de se comporter pour entrer en mariage. Son Apologie à la reine de Navarre a été insérée dans le Recueil de plusieurs pièces (Paris, 1635, in-8°).
Chateaubriand écrit : "Pibrac est célèbre pour ses quatrains traduits en persan." (Mémoires d'outre-tombe, Liv.XIV, chap.2).
Ses quatrains ont été parodiés par l'écrivain Pierre Louÿs dans un recueil obscène publié à titre posthume, intitulé Pybrac.

## La mise en musique desQuatrains
Pièces très connues en leur temps, les quatrains de Pibrac ont été mis en musique par de nombreux musiciens. On peut citer essentiellement ceux de Guillaume Boni (1583), Paschal de L'Estocart (1582), Jean Planson (1583), Jean de Bournonville (1622) et Artus Aux-Cousteaux (1643 et 1652).
Outre ces compositeurs, qui les ont mis en musique par dizaines entières, on connaît encore quelques pièces de Roland de Lassus, Piat Maulgred, et d'autres auteurs encore des XVIIIe et XIXe siècles.

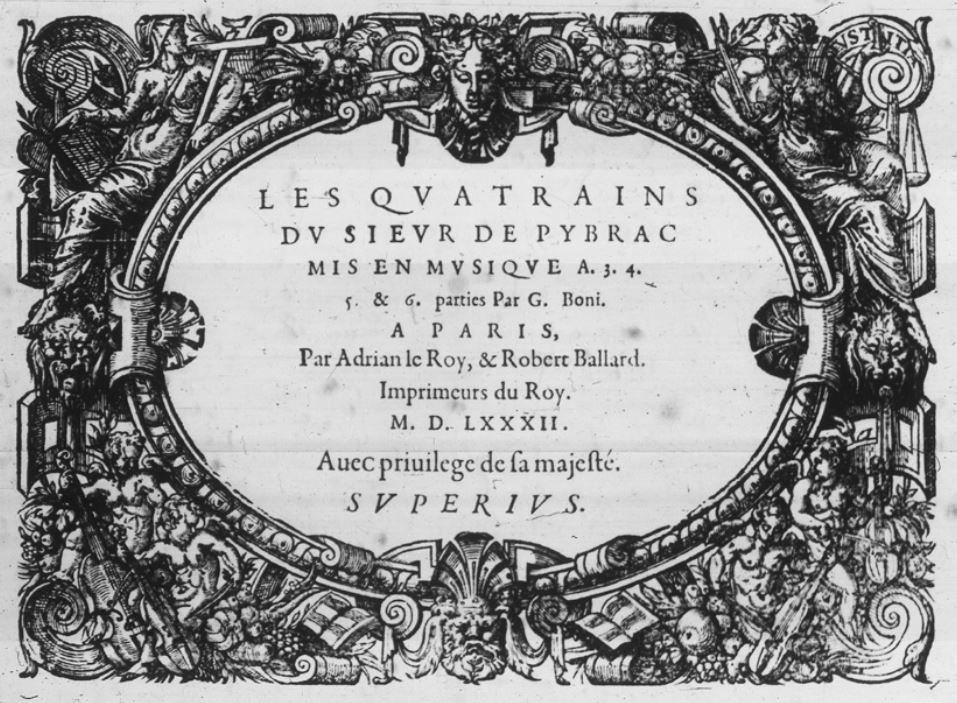
Page de titre des Quatrains de Pibrac mis en musique par Guillaume Boni (Paris : Le Roy et Ballard, 1582).
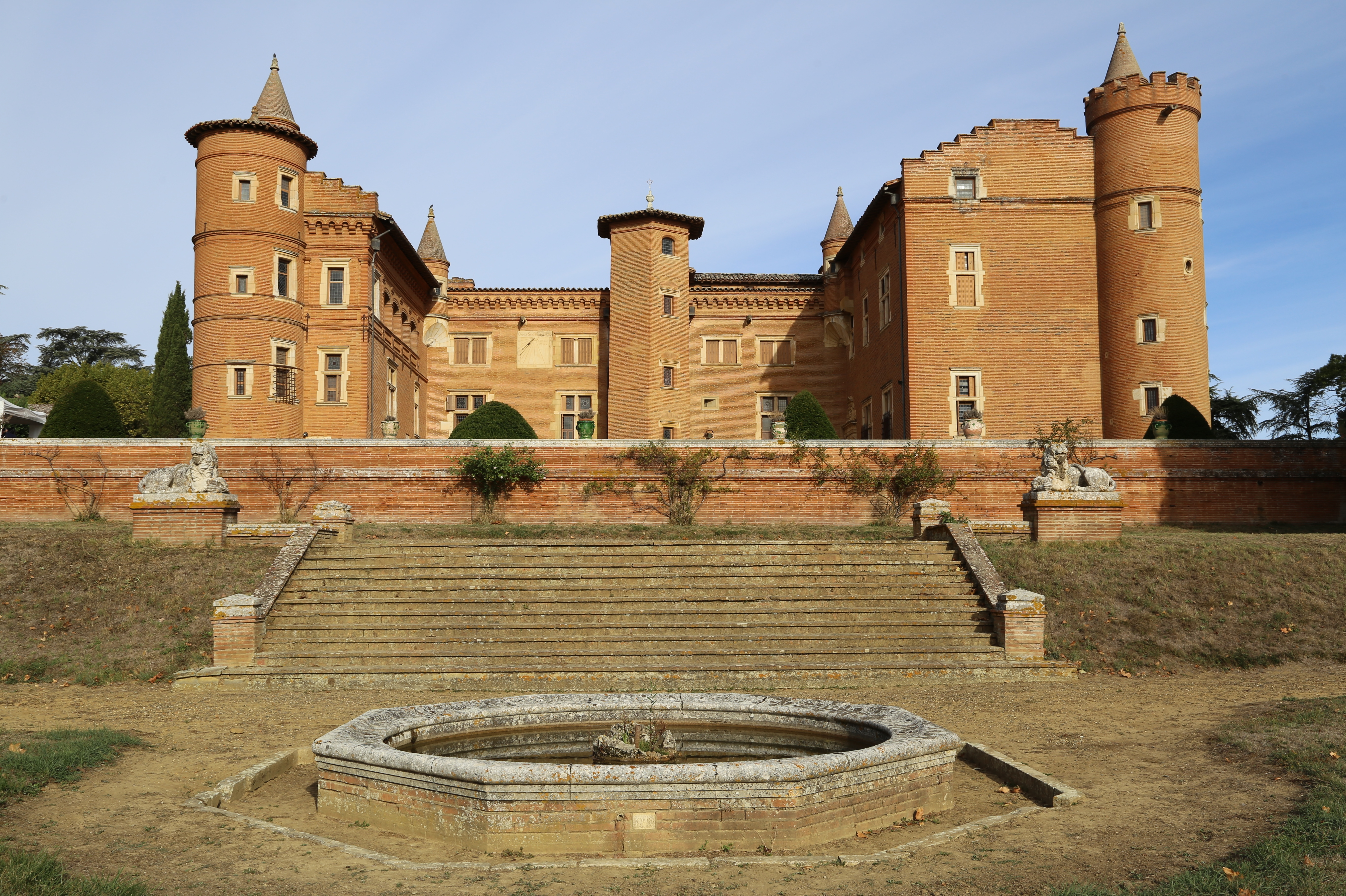
Le château de Pibrac (Haute-Garonne).
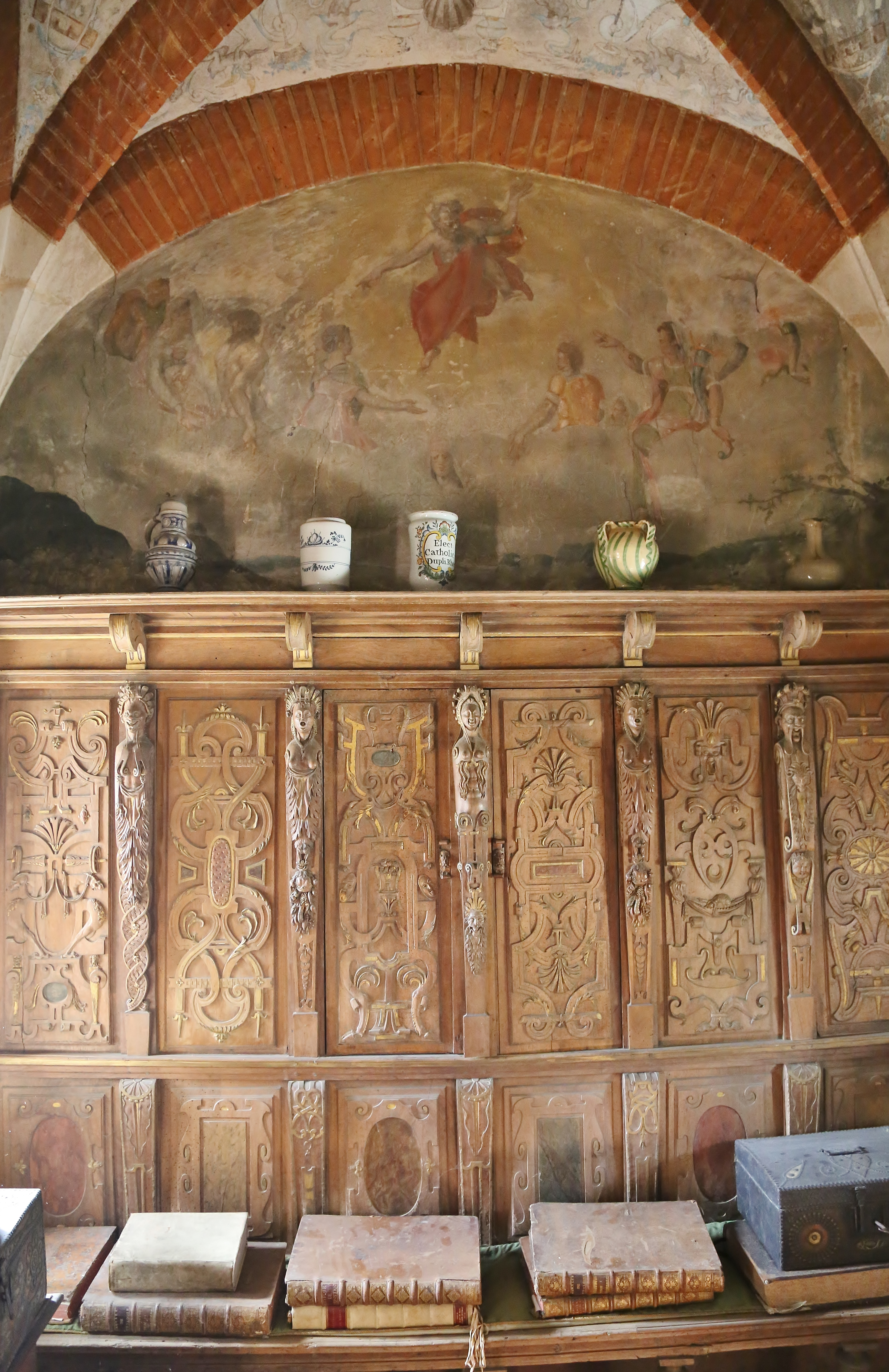
Le Cabinet des Quatrains au château de Pibrac, où la tradition veut qu'il ait composé ses œuvres.
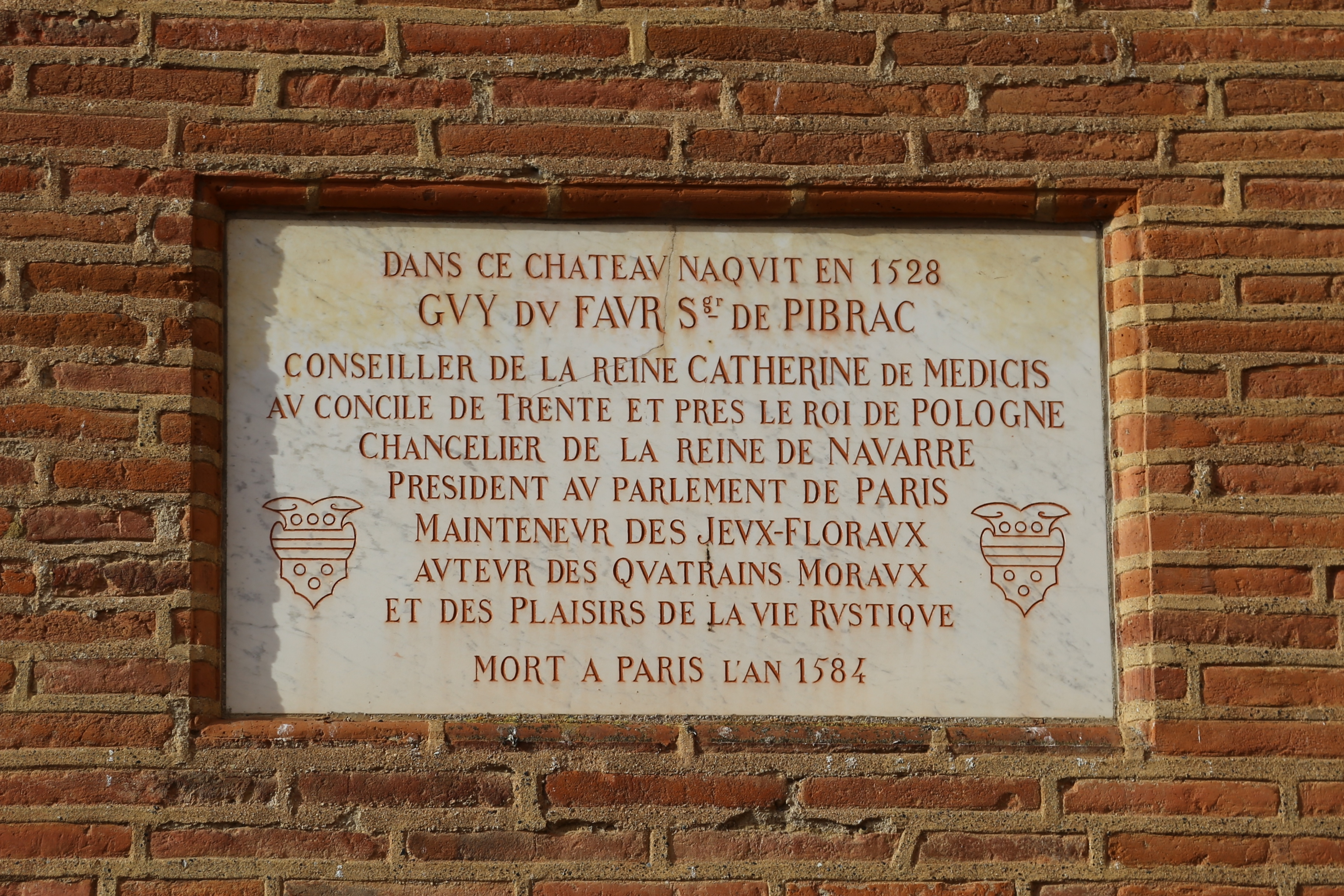
Plaque commémorative au château de Pibrac.